# Ayodhya (stad)
Ayodhya of Ajodhya, vroeger Ayojjhā genoemd, is een stad en gemeente in het district Ayodhya van de Indiase staat Uttar Pradesh. 

## Geschiedenis
Ayodhya is een van de zeven heilige plaatsen voor hindoes in India. De stad is een bolwerk van hindoenationalisme en daaruit voortkomende spanningen met andere religies. Dit spitste zich toe op de 17e-eeuwse Babrimoskee, die in 1992 door een opgezweepte menigte werd gesloopt. In 2019 kregen de hindoes van het federale hooggerechtshof toestemming om op die vermeende geboorteplek van de god Ram een tempel te bouwen, die op 22 januari 2024 feestelijk werd geopend.
In 2018 werd de stad benoemd tot districtshoofdstad, een status die het overnam van de stad Faizabad. De naam van het district werd gelijktijdig gewijzigd van Faizabad in Ayodhya.

## Demografie
Volgens de Indiase volkstelling van 2001 wonen er 49.593 mensen in Ayodhya, waarvan 59% mannelijk en 41% vrouwelijk is. De plaats heeft een alfabetiseringsgraad van 65%.

## Geboren
- Anushka Sharma (1988), actrice